# 红山街道 (石河子市)
红山街道，是中国新疆维吾尔族自治区石河子市下属的一个街道，面积7.1平方公里，下辖9个居委会，人口6.3万人，包括汉族、维吾尔族、回族、蒙古族、锡伯族等12个民族。

## 行政区划
桥头溪乡下辖以下地区：
三小区社区、二十四小区社区、二十五小区社区、二十七小区社区、三十三小区社区、三十四小区社区、四十二小区社区、火车站小区社区、四小区社区和二十六小区社区。